# Beat Cattaruzza
Beat Cattaruzza, né en 1966, est un joueur professionnel suisse de hockey sur glace.

## Profil
Gaucher, il joue au poste de défenseur. Il joua 402 matchs sous les couleurs biennoises.

## Carrière en club
- 1985-1995 HC Bienne (LNA)